# John Graham (peintre, 1886-1961)
Ne doit pas être confondu avec John Graham (peintre, 1754-1817).
Pour les articles homonymes, voir John Graham et Graham.
John D. Graham, né Ivan Gratianovitch Dombrowsky le 27 décembre 1886 à Kiev en Ukraine et mort le 21 juin 1961 à Londres en Royaume-Uni, est un peintre américain d'origine ukrainienne appartenant à la peinture figurative moderne.

## Biographie
Ivan Gratianovitch Dombrowsky fait des études d'avocat à Kiev, avant de servir dans l'armée russe durant la Première Guerre mondiale. Il est ensuite emprisonné par le pouvoir bolchévique en 1918 comme contre-revolutionnaire. Il s'enfuit en Pologne, pays natal de sa mère, et émigre à New York aux États-Unis en 1920. C'est à cette époque qu'il se fait appeler John avant d'officiellement changer de nom en 1927 lors de sa naturalisation américaine.
Il démarre alors des études d'art à l'Art Students League of New York. En 1925, il déménage pour Baltimore avec sa troisième épouse, l'artiste Elinor Gibson. En plus de peindre, John Graham entreprend de collectionner l'art moderne européen de son époque et finance des artistes de la McMillan Gallery de New York. C'est à cette occasion qu'il met en avant Jackson Pollock, Willem de Kooning, Lee Krasner et Stuart Davis, à côté d'œuvre des grands maitres européens comme Pablo Picasso Henri Matisse, Georges Braque, Pierre Bonnard et Amedeo Modigliani. En 1929, il a droit à une première exposition à Paris, galerie Zborowski.
John D. Graham est à cette époque considéré comme une figure tutélaire de l'expressionnisme abstrait américaine. 
Au cours des années suivantes, il pousse à la reconnaissance de Arshile Gorky, Willem de Kooning, Jackson Pollock, Lee Krasner, David Smith (à qui il a fait découvrir les travaux de Julio González, Dorothy Dehner, et Mark Rothko.